# Těstovinový salát
Těstovinový salát (pasta fredda) je salátový pokrm připravovaný z jednoho nebo více druhů těstovin, téměř vždy chlazených a nejčastěji přelitých zálivkou na bázi octa, oleje nebo majonézy. Může se podávat jako předkrm, příloha nebo hlavní chod. Těstovinový salát je často považován za jarní nebo letní jídlo, ale lze jej podávat kdykoli během roku.
Vznik těstovinového salátu není jasný. Moderní verze, která používá makaronové nudle, pochází z roku 1914 z USA.